# بجاربازار
 بجاربازار، روستایی در دهستان بجاربازار بخش پیرسهراب شهرستان چابهار در استان سیستان و بلوچستان ایران است. این روستا، مرکز دهستان بجاربازار است.

## جمعیت
بر پایه سرشماری عمومی نفوس و مسکن در سال ۱۳۹۵، جمعیت این روستا برابر با ۶۴۶ نفر (۱۴۸ خانوار) بوده‌است.